# Acrenhydrosoma perplexum
Acrenhydrosoma perplexum is een eenoogkreeftjessoort uit de familie van de Cletodidae. De wetenschappelijke naam van de soort is voor het eerst geldig gepubliceerd in 1899 door Scott T..